# ISO 3166-2:SM
ISO 3166-2:SM is een ISO-standaard met betrekking tot de zogenaamde geocodes. Het is een subset van de ISO 3166-2 tabel, die specifiek betrekking heeft op San Marino.
De gegevens werden tot op 27 november 2015 geüpdatet op het ISO Online Browsing Platform (OBP). Hier worden 9 gemeenten - municipality (en) / municipalité (fr) / castello (it) – gedefinieerd.
Volgens de eerste set, ISO 3166-1, staat SM voor San Marino, het tweede gedeelte is een tweecijferig nummer (met voorloopnullen).

## Codes
| Code  | Naam           |
| ----- | -------------- |
| SM-01 | Acquaviva      |
| SM-06 | Borgo Maggiore |
| SM-02 | Chiesanuova    |
| SM-03 | Domagnano      |
| SM-04 | Faetano        |
| SM-05 | Fiorentino     |
| SM-08 | Montegiardino  |
| SM-07 | San Marino     |
| SM-09 | Serravalle     |